# Хундсанген
Хундсанген (њем. Hundsangen) општина је у њемачкој савезној држави Рајна-Палатинат. Једно је од 192 општинска средишта округа Вестервалд. Према процјени из 2010. у општини је живјело 2.115 становника. Посједује регионалну шифру (AGS) 7143037.

## Географски и демографски подаци
Хундсанген се налази у савезној држави Рајна-Палатинат у округу Вестервалд. Општина се налази на надморској висини од 240 метара. Површина општине износи 7,6 km². У самом мјесту је, према процјени из 2010. године, живјело 2.115 становника. Просјечна густина становништва износи 277 становника/km².